# Time Records
Time Records est un label discographique italien spécialisé dans l'Eurodance et ayant distribué de nombreux artistes tels que Vengaboys, DJ Dado, Alice Deejay, Otter Berry, etc.

## Histoire
Time Records est fondé en 1984 par Giancomo Maiolini. Le label est spécialisé dans les genres Eurodance et Italo dance-pop, un business particulièrement énorme explique Maiolini au magazine américain Billboard. Les principaux artistes sont Atrium, Danny Keith, Ricky Maltese, Aleph, Alan Barry, Virgin, Gipsy and Queen, De Niro et Sophie. Le label a également rassemblé quelques « vieilles gloires » de l'Italo disco comme Fred Ventura, Albert One, Jock Hattle, Stylóo (qui ont tous débuté sous la production Turatti-Chieregato), et d'autres comme Rudy and Co, Max Coveri, Rose, Black Legend et Love Connection.
Mauro Farina a fait les voix masculines sous plusieurs noms d'artistes (Danny Keith, Atrium, Kajay, Alan Barry, Tension, Max Coveri, Stylóo, De Niro et Fellini, entre autres), jusqu'à ce qu'il quitte le groupe avec Crivellente à la fin de l'année 1988 pour créer Asia Records. Clara Moroni, qui a rejoint le groupe à la fin de l'année 1986, a été l'une des principales voix féminines depuis lors, assurant également les chœurs et les refrains dans de nombreux albums. Un autre grand nom est Laurent Gelmetti, qui a commencé comme ingénieur du son et de l'enregistrement, remplaçant Sandro Oliva en 1986.
En 2021, le label sort la chanson disco We Could Be Dancing de Bob Sinclar qui est certifié disque d'or en Italie. Cette même année, d'autres disques ont été certifiés comme FK This Up de Noëp en Italie.
En 2023, le fondateur Giacomo Maiolini organise son 60e anniversaire avec une fête à but caritatif permettant la collecte de fonds pour l'OTB Foundation, une organisation à but non lucratif qui s'occupe des premiers secours dans les situations d'urgence, créée par le styliste et entrepreneur Renzo Rosso, venu personnellement les remercier pour le soutien.